# Ischnosiphon obliquus
Ischnosiphon obliquus är en strimbladsväxtart som först beskrevs av Edward Rudge, och fick sitt nu gällande namn av Friedrich August Körnicke. Ischnosiphon obliquus ingår i släktet Ischnosiphon och familjen strimbladsväxter. Inga underarter finns listade.